# Stachycarpus ferruginea
Stachycarpus ferruginea là một loài thực vật hạt trần trong họ Podocarpaceae. Loài này được D. Don mô tả khoa học đầu tiên..